# 拔毒散
拔毒散（学名：Sida szechuensis）为锦葵科黄花稔属下的一个种。中華人民共和國廣西壯族自治區桂林市临桂区當地有該物種。

## 扩展阅读
維基物種上的相關：拔毒散